# 無頼派 (アルバム)
『無頼派』（ぶらいは）は、近藤真彦の15枚目のオリジナル・アルバム。1991年12月21日にリリースされた。発売元はSony Records。

## 概要
本作の歌詞ブックレット内の収録曲記載ページには本作のテーマである「This Is Road Album」の一文が記されている。
先行シングル「デスペラード 〜ならず者〜」「無頼派」の2曲をアルバム・バージョンで収録。
翌1992年5月、10曲目の「少年のこころ」がリカットされた。
ラスト・トラックが歌の入っていないInstrumentalでの楽曲で終わる構成はアイドルのアルバムとしては当時稀有であった。

## 収録曲
編曲：白井良明（特記以外）
1. 無頼派（Album Long Version）[4:29]
  - 作詞：東海林良　作曲：三井誠　編曲：船山基紀
2. 泣いちゃえ 〜Only Cryin'〜（New Version）[4:15]
  - 作詞：朝水彼方　作曲：J.N.Donovan　編曲：窪田晴男
3. Go Straight![3:33]
  - 作詞：原真弓　作曲：J.N.Donovan・Leon Walker
4. はずしっぱなし[3:18]
  - 作詞：朝水彼方　作曲・編曲：伊藤銀次
5. Harvest Moon[4:01]
  - 作詞：戸沢暢美　作曲：J.N.Donovan・Leon Walker
6. If You Need Somebody To Love[3:24]
  - 作詞・作曲：歌川和彦　編曲：鈴木智文
7. デスペラード -ならず者- （New Road Version）[4:42]
  - 作詞：松本隆　作曲：Mark Davis
8. Travellin' Days[4:01]
  - 作詞：松本隆　作曲：鈴木キサブロー
9. Sail[3:09]
  - 作詞：椎名可憐　作曲・編曲：J.N.Donovan・鈴木智文
10. 少年のこころ[4:50]
  - 作詞・作曲：歌川和彦　編曲：重実徹
11. Introduction Sailing Tune～群像[5:19]
  - 作詞：戸沢暢美　作曲：J.N.Donovan・Leon Walker　編曲：佐橋佳幸
12. 11時45分（Instrumental）[2:53]
  - 作曲・編曲：J.N.Donovan